# Cirrhilabrus melanomarginatus
Cirrhilabrus melanomarginatus är en fiskart som beskrevs av Randall och Shen, 1978. Cirrhilabrus melanomarginatus ingår i släktet Cirrhilabrus och familjen läppfiskar. IUCN kategoriserar arten globalt som livskraftig. Inga underarter finns listade i Catalogue of Life.